# James Schlesinger
James Rodney Schlesinger (ur. 15 lutego 1929 w Nowym Jorku, zm. 27 marca 2014 w Baltimore) – amerykański polityk, dyrektor Centrali Wywiadu, sekretarz obrony oraz pierwszy sekretarz energii.
Już w lipcu na stanowisku DCI zastąpił go William E. Colby. Schlesinger został sekretarzem obrony. Stanowisko to utracił w listopadzie 1975. W latach 1977–1979 z mianowania prezydenta Cartera był pierwszym nowo utworzonego Departamentu, sekretarzem energii. W 2002 został mianowany przez prezydenta George’a W. Busha jednym z doradców w Departamencie Bezpieczeństwa Krajowego.